# Business to employee
Ne doit pas être confondu avec BToE.
Business to Employee (B to E) est une expression qui caractérise l'ensemble des échanges (services et produits) qu'une entreprise destine à ses propres salariés. 
L'Intranet est le principal support des applications Business to Employee.